# ゆいの杜西停留場
ゆいの杜西停留場（ゆいのもりにしていりゅうじょう）は、栃木県宇都宮市ゆいの杜1丁目にある宇都宮ライトレール宇都宮芳賀ライトレール線の停留場。

## 概要
栃木県道69号宇都宮茂木線と栃木県道64号宇都宮向田線の「刈沼町交差点」の位置に建設されている。仮称は「テクノポリス西」であった。
ゆいの杜5丁目にある自動車整備工場、株式会社阿久津整備が副停留場名称の命名権を購入し、「阿久津整備前」の副停留場名称を付与している。

## 歴史
- 2021年（令和3年）4月23日：停留場名決定[5]。
- 2023年（令和5年）8月26日：開業[3][4]。

## 停留場構造

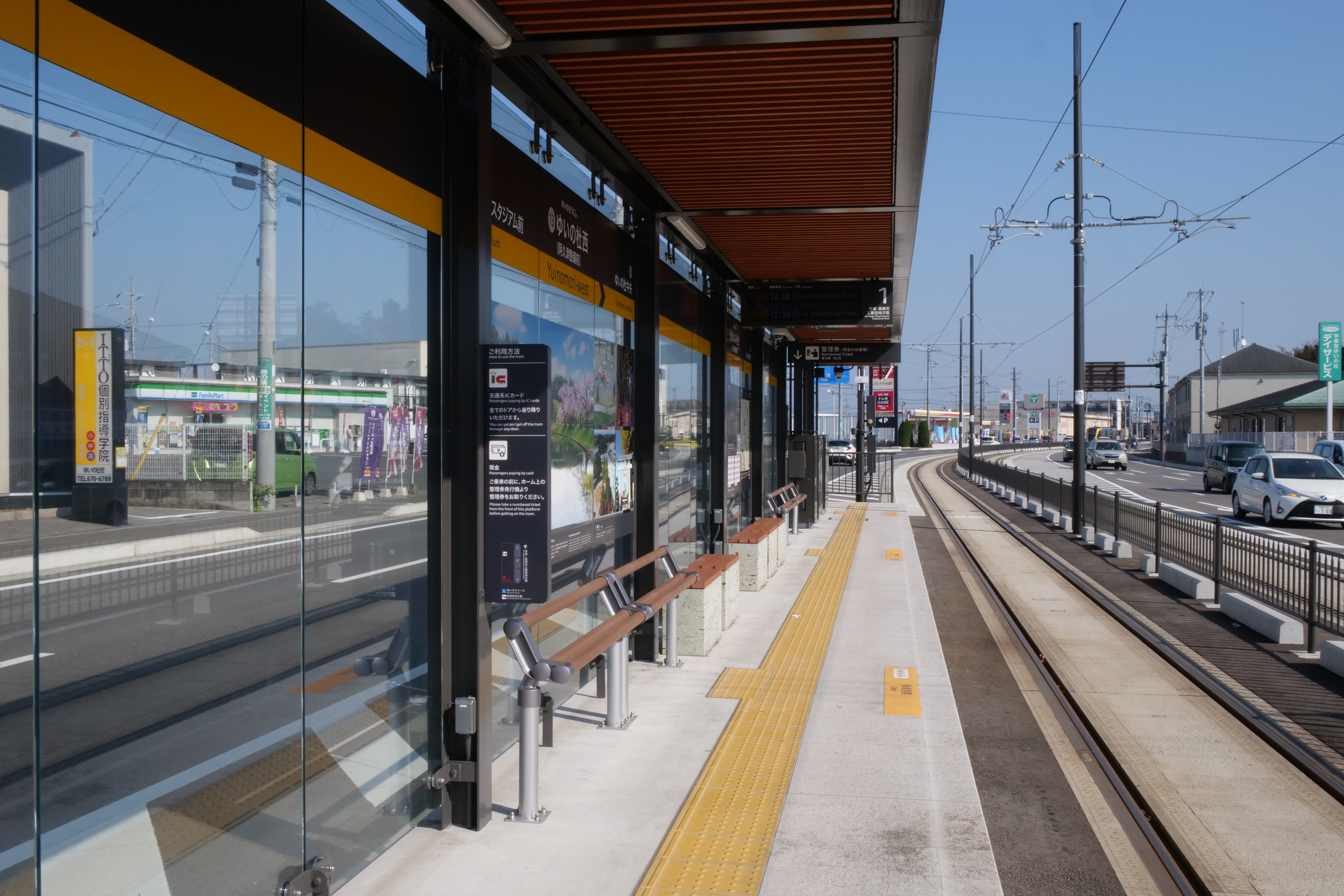
1番線プラットホーム（2023年11月）

千鳥式ホーム2面2線で、交差点の東側に芳賀・高根沢工業団地方面のプラットホームを、西側に宇都宮駅東口方面のプラットホームを配置している。

### のりば
| 番線 | 路線          | 方向 | 行先                     |
| ---- | ------------- | ---- | ------------------------ |
| 1    | ■ライトライン | 下り | 芳賀・高根沢工業団地方面 |
| 2    | ■ライトライン | 上り | 宇都宮駅東口方面         |

## 利用状況
- 2024年2月時点での1日平均乗降人員は平日約600人・休日約500人である[8]。
- 2024年（令和6年）11月第2週の1日平均乗降人員は平日約830人・休日約560人である[9]。

## 停留場周辺
ゆいの杜住宅地の西端に位置する。北へ進むとゆいの杜住宅地に、南へ進むと清原台住宅地に至る。
- ゆいの杜住宅地
  - テクノさくら公園
- 清原台住宅地
- とちぎ産業創造プラザ
- 宇都宮東警察署清原交番
- 三嶋神社
- JRバス関東「清原台入口」停留所

## 隣の停留場
宇都宮ライトレール
■宇都宮芳賀ライトレール線
快速（平日朝下りのみ運転）・各停
グリーンスタジアム前停留場 (12) - ゆいの杜西停留場 (13) - ゆいの杜中央停留場 (14)